# 阿姆倍伽爾體育場
阿姆倍伽爾體育場（英語：Dr. Ambedkar Stadium）是一座位於印度新德里的足球場，體育場以印度憲法之父阿姆倍伽爾命名。體育場在2007年開幕，體育場擁有者為德里市政公司，官方宣稱可容納20,000人，目前體育場主要舉辦足球賽事。
阿姆倍伽爾體育場曾多次是國際足球錦標賽決賽場地，其中包括2007年尼赫魯盃決賽與2009年尼赫魯盃決賽等，印度國家足球隊與石油與天然氣公司足球俱樂部部分主場賽事會在此舉行。

## 命名
阿姆倍伽爾體育場是以阿姆倍伽爾命名，以紀念這位印度憲法之父。

## 歷史

### 整修

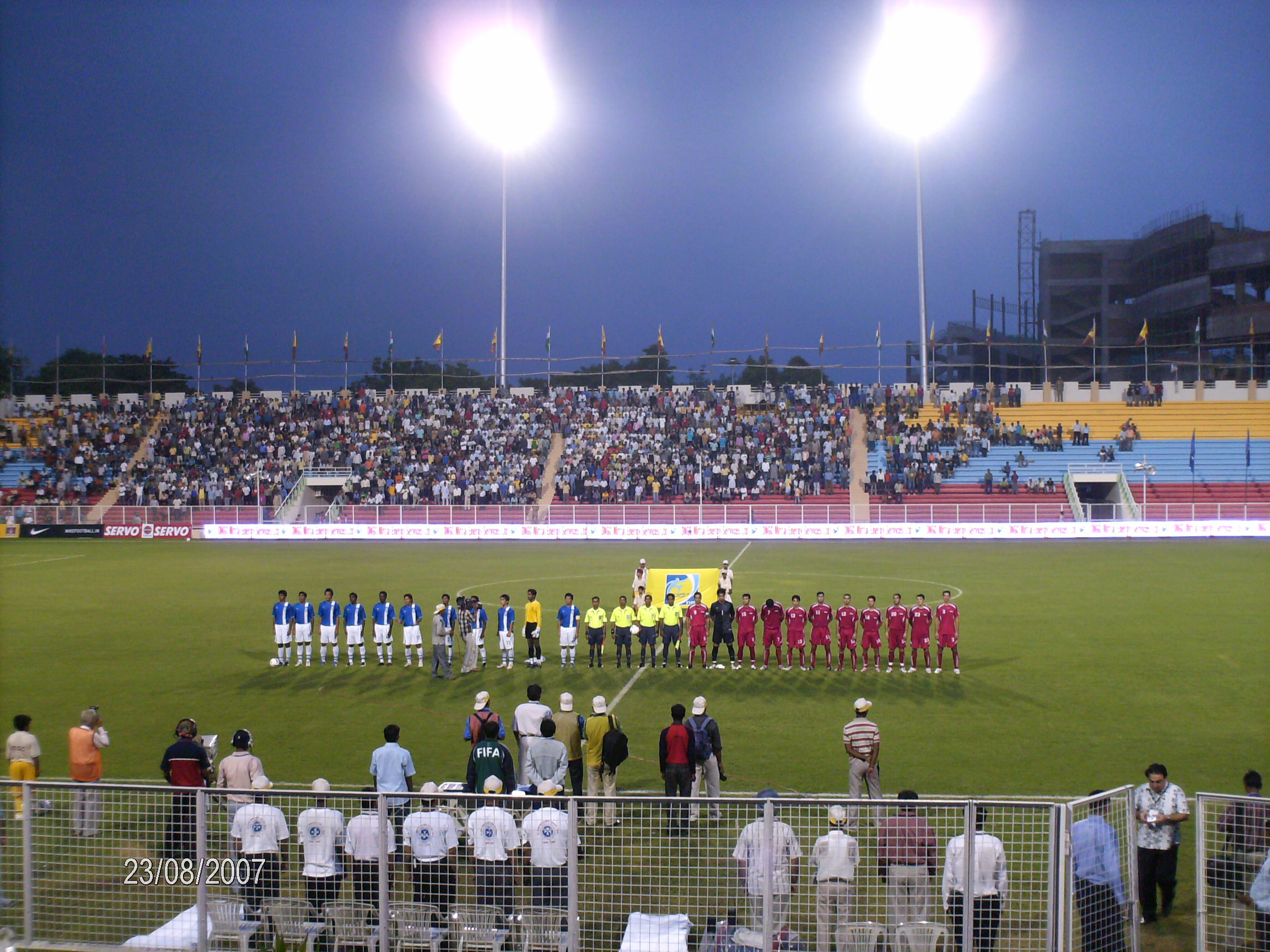
2007年尼赫魯盃決賽-印度對敘利亞

2007年，阿姆倍伽爾體育場曾進行整修，以及加裝泛光燈，以便能舉行2007年8月的2007年尼赫魯盃夜間賽事。

### 爭議
在2010-11年印度足球甲級聯賽一開始時，印第安阿罗曾有意願將阿姆倍伽爾體育場定為主場，但因德里市政公司曾讓場地舉辦聚會及婚禮，導致體育場的草皮受到影響，無法用於足球比賽，迫使印第安阿罗選擇哈里亞納邦古爾岡陶德維拉爾體育場為主場。

## 使用者
目前印度國家足球隊是阿姆倍伽爾體育場主要承租者，印度國家足球隊部分賽事會在此舉行。另外，石油與天然氣公司足球俱樂部部分主場賽事會在此舉行。

## 認證
阿姆倍伽爾體育場草皮通過國際足總認證，是印度國內少數可以舉辦世界杯足球賽資格賽的場地。另一通過國際足總認證場地為清奈賈瓦哈拉爾·尼赫魯國際體育場與班加羅爾希里‧坎帝拉瓦體育場。

## 主要賽事
阿姆倍伽爾體育場曾多次是國際足球錦標賽決賽場地，其中包括2007年尼赫魯盃決賽與2009年尼赫魯盃決賽，並在2011年舉辦過2014年世界盃外圍賽。以下為舉辦賽事一覽：
| 2007年8月29日 2007年尼赫魯盃決賽 | 印度         | 1 – 0 | 叙利亚 | 新德里                                                |
|                                  | 帕拉德普 44' |       |        | 場館： 阿姆倍伽爾體育場 ： Sikhrakar Surendra（印度） |

| 2009年8月31日 2009年尼赫魯盃決賽                             | 印度        | 1 – 1（延長賽） (5 - 4 )                                                         | 叙利亚        | 新德里                                                              |
|                                                              | 雷尼迪 114' | 報告                                                                             | 迪亞布 120+3' | 場館： 阿姆倍伽爾體育場 入場人數： 約20,000 ： Ali Adil（馬爾地夫） |
|                                                              |             |                                                                                  |               |                                                                     |
| 劳伦斯 · 雷尼迪 · 切特里 · 迪亞士 · 瓦多 · 阿里 · 苏尔库马尔 |             | 拉菲 · 阿扬 · 哈吉·穆罕默德 · 巴尔霍斯 · 阿爾·阿迦 · 阿尔·胡塞因 · 阿尔·阿尔托尼 |               |                                                                     |

| 2011年7月28日 2014年世界盃外圍賽亞洲區第二輪 | 印度                          | 2 – 2 | 阿联酋                          | 新德里                                                                                |
|                                              | 拉比盧亞 73' · 古兰曼基 90+2' | 報告  | 阿爾·謝西 39' · 阿爾·韋哈比 71' | 場館： 阿姆倍伽爾體育場 入場人數： 13,000 ： 阿卜杜勒·馬利克·阿卜杜勒·巴希爾 (新加坡) |